# Ady József
Ady József (Jedd, 1950. április 4. – Budapest/Vác, 1991. november 19.) grafikus, festőművész.

## Életpályája
1975–1979 között a kolozsvári Ion Andreescu Képzőművészeti Főiskola hallgatója volt. 1979–1985 között Kolozsvárott az Operaház díszletfestője volt. 1980-tól volt kiállító művész. 1990-ben áttelepült Magyarországra; Vácon telepedett le.
A Marosvásárhelyi Műhely (MAMŰ) csoport tagjaként, perifériára szorítva igen mostoha körülmények között dolgozott. Grafikai alkotásai tusrajzok, akvarellek, linóleummetszetek, kőnyomatok. Foglalkoztatta a plakátművészet, a karikatúra, írt verseket is. Művészete Vladimir Velickovic és Francis Bacon művészetéhez hasonlít.

## Kiállításai

### Egyéni
- 1980, 1983, 1986, 1993 Kolozsvár
- 1990 Kaposvár (Csorba Simonnal)
- 1993 Marosvásárhely, Budapest

### Válogatott, csoportos
- 1989–1990 MAMŰ, Szentendrei Képtár